# سراج أباد (شبانكارة)
سراج أباد (بالفارسية: سراج‌آباد) هي قرية تقع في إيران في قسم شبانكارة الريفي. يقدر عدد سكانها بـ 826 نسمة بحسب إحصاء 2016.